# Fernando Madeira
Fernando Esteves Madeira (Oeiras, 12 maggio 1932 – Oeiras, 19 febbraio 2025) è stato un nuotatore e pallanuotista portoghese.

## Biografia
Partecipò alle Olimpiadi estive di Helsinki 1952, gareggiando nei 100m sl e 400m sl e contemporaneamente disputando il torneo di pallanuoto.